# Fontelicella californiensis
Fontelicella californiensis är en snäckart som beskrevs av Gregg och Taylor 1965. Fontelicella californiensis ingår i släktet Fontelicella och familjen tusensnäckor. Inga underarter finns listade i Catalogue of Life.